# 劉美菁
劉美菁（1996年1月17日—）是中華民國跟馬來西亞的混血兒，在馬來西亞擔任女子排球員，司職中間手，現效力於臺灣臺北鯨華女子排球隊。大學時赴台灣就讀國立台灣師範大學，也加入台師大女排及與之合作的企業排球聯賽中國人纖企業女子排球隊。從台師大碩士班畢業後，加盟日本V3聯賽倉敷Ablaze。

## 排球生涯

### 師大時期
劉美菁自13歲起練羽球，然而她更喜歡團體運動，於是在18歲時轉練排球。2015年馬來西亞女排決定以年輕陣容於2015年東南亞運動會出賽，她入選了國家並赴越南參加VTV盃女排賽為東南亞運動會備戰，惟該屆東南亞運動會大馬女排表現不理想。
2017年，劉美菁代表馬來西亞出戰亞洲U23女排賽，在7-8名的名次賽，奪下29排，贏了伊朗女排並創下隊史最佳紀錄。同年6月，詩巫國際女排邀請賽她代表馬來西亞女排贏得第四名，並獲得最佳攻擊手的榮譽。同年9月，她赴台灣就讀國立臺灣師範大學，起初她不曉得師大有女排隊，而且還以中國人纖的名義在企業排球聯賽征戰，經由校方轉介她加入了師大女排並於企排女子組出賽。
劉美菁於企排13年第二循環及第三循環中獲得最佳欄中的榮譽，助球隊進入挑戰賽，負於台電隊，以亞軍坐收。而在UVL賽場上亦沒能替台師大連霸，同樣位居亞軍。
企排14年上半季，她有著隊中最高的45％攻擊得分率，總得分榜排名第三，攔網得分則是企排女子組第一。UVL賽場上替台師大奪得冠軍。
企排15年她在第一循環獲選最佳攔中。UVL賽場上替台師大連霸。

### 職業生涯
2023年，劉美菁從台師大碩士班畢業，並從中國人纖離隊，原預計畢業後加入同屬企排聯賽的極速超跑，惟未能如願，後來透過台師大的學姊張瓈文和馬來西亞排球協會協助下，赴日本加盟V3聯賽倉敷Ablaze。
2024年從日本V3聯賽倉敷Ablaze離開後，同年再次回歸企業排球聯賽加盟臺北鯨華，在2025年3月24日企排二十年拿下個人生涯首座企業排球聯賽總冠軍，並獲得最佳攔中球員的榮譽。

## 外部連結
- 劉美菁（页面存档备份，存于）於中華民國排球協會的資料頁面